# Accu Holding
Die Accu Holding AG war eine an der Schweizer Börse SIX Swiss Exchange kotierte Gesellschaft mit Sitz in Emmen. Sie hatte die Geschäftsfelder Industrielle Garne und Oberflächentechnologie und beteiligte sich dabei an technologisch führenden Gesellschaften, die in Europa, Asien und Amerika in attraktiven Marktnischen tätig sind. Die Unternehmensgruppe beschäftigte rund 660 Mitarbeitende und erwirtschaftete 2013 einen Umsatz von 92 Millionen Schweizer Franken.

## Tätigkeitsgebiet
Die Accu Holding konzentrierte sich auf Industrie-Unternehmen der Bereiche Industrielle Garne und Oberflächentechnologie. 
Industrielle Garne umfasste die Entwicklung und Fertigung von Garnen auf Polymer- und Polyamide-Basis, der Bereich Oberflächentechnologie umfasste Unternehmen der Präzisionsmetallverarbeitung und Härterei. 

## Geschichte
Das Unternehmen wurde 1896 als Accumulatoren-Fabrik Oerlikon gegründet und spezialisierte sich von Beginn weg auf die Entwicklung und Herstellung von Akkumulatoren und Batterien. Ab 1917 wurde in der eigenen Anlage Blei durch Recycling von Abfällen und ausgedienten Batterien zurückgewonnen.
Die beiden ersten Übernahmen erfolgten 1970 mit dem Kauf der 1935 gegründeten Plus AG sowie 1992, als die Accumulatoren-Fabrik Oerlikon die in Boudry ansässige und ebenfalls 1935 gegründete Electrona SA erwarb. Ab 1995 trat die Unternehmensgruppe unter dem gemeinsamen Firmenlogo Accu Oerlikon auf. 1997 folgte die Namensänderung der Firma zunächst in Accu Oerlikon AG und 1998 in Accu Holding AG. 1999 übernahm die Accu Holding die Deta Batterien AG und integrierte diese in die Gruppe.
Nach dem Verkauf der operativen Einheiten der Oerlikon Stationär Batterien AG und OEB Traktionsbatterien AG an die EnerSys im Jahr 2009 wurde die Gesellschaft zu einer Immobiliengesellschaft. 2011 erwarb die in Zug domizilierte 1C Industries Zug AG eine Mehrheitsbeteiligung. Damit begann die industrielle Neuausrichtung der Accu Holding AG.
Im Februar 2017 musste das Unternehmen beim Konkursamt Hochdorf Insolvenz anmelden.